# 波蒂奇 (紐約州)
波蒂奇（英語：Portage）是一個位於美國紐約州利文斯頓縣的鎮。

## 人口
根據2020年美國人口普查的數據，波蒂奇的面積為68.99平方千米，當中陸地面積為68.37平方千米，而水域面積為0.61平方千米。當地共有人口763人，而人口密度為每平方千米11人。